# عصابة السلسلة (فلم رسوم متحركة)
عصابة السلسلة (بالإنجليزية: The Chain Gang) هو فيلم رسوم متحركة أمريكي قصير لـ ميكي ماوس صدر عام 1930 من إنتاج شركة والت ديزني للإنتاج لصالح شركة كولومبيا بيكتشرز ، كجزء من سلسلة أفلام ميكي ماوس. كان هذا هو الفيلم القصير الحادي والعشرون لميكي ماوس الذي يتم إنتاجه، والسادس لعام 1930. إنه أحد مجموعة من الأفلام القصيرة ذات الجودة غير المتساوية بشكل ملحوظ والتي أنتجتها شركة ديزني فور مغادرة أب إيوركس الاستوديو.
تم رسم الكارتون بشكل أساسي بواسطة نورم فيرجسون،  وظهر فيه زوج من كلاب الصيد، الذين ساعدوا في تعقب ميكي بعد هروبه من السجن . على الرغم من عدم تسمية هذه الكلاب، إلا أن الأسلوب الذي تم رسمها به يجعلها أسلافًا واضحة لـبلوتو ، الذي ظهر رسميًا لأول مرة بعد بضعة أشهر في النزهة . تم إعادة تدوير الرسوم المتحركة لأحد مشاهد كلاب الصيد في فيلم عصابة السلسلة على هيئة بلوتو في أربعة رسوم متحركة لاحقة.
نظرًا لنشرها في عام 1930، فإن الفيلم سيدخل المجال العام في 1 يناير 2026 .

## حبكة
ميكي ماوس مسجون، مُرَبَّطٌ بسلسلة مع ست سجناء آخرين أثناء اقتيادهم إلى الساحة للقيام بالأشغال الشاقة. يظل مبتسمًا ويضرب الكرة الحديدية ويغني، حتى يطلب منه حارس السجن دنجل أن يصمت. يقوم السجناء بتحطيم الصخور، ولكن عندما ينام الحارس في موقعه، يعزف ميكي أغنية " أغنية السجين " لفيرنون دالهارت على الهارمونيكا الخاصة به. وينضم السجناء الآخرون إلى الأغنية، فيغنون ويستخدمون أدواتهم كأدوات موسيقية.
يرقص أحد السجناء على أنغام أغنية، ولكن عندما يبصق على الحارس، يستيقظ دنجل ويصفر طلبًا للمساعدة. يؤدي هذا إلى أعمال شغب في السجن ، ويطلق الحراس النار على السجناء. يستخدم ميكي أرجوحة ليطير فوق جدار السجن، ويهرب إلى الغابة القريبة.
يتم مطاردة ميكي في المستنقع من قبل حارس يرافقه كلبان بوليسيان، ويحاول الهروب من خلال ركوب زوج من الخيول. مع خروج الخيول عن السيطرة، يطير ميكي من فوق منحدر، والذي يقع مباشرة فوق السجن. يسقط من خلال السقف إلى زنزانة، حيث يغني اثنان من السجناء بسعادة " نحن هنا لأننا هنا ".

## استقبال
مجلة فارايتي : "واحدة من أكثر الرسوم المتحركة المسلية التي تم إصدارها. تتعلق بسجن الحيوانات. موضوعها "Volga Boatman" و"Prison Song". الطريقة المعتادة لاستخدام ذيول أو حوافر بعضنا البعض كأدوات. يتم استخدام الهروب من السجن بشكل فعال". مراجع

## روابط خارجية
- عصابة السلسلة  في قاعدة بيانات الأفلام على الإنترنت (بالإنجليزية)
- عصابة السلسلة في Disney Shorts